# Marie Schölzel

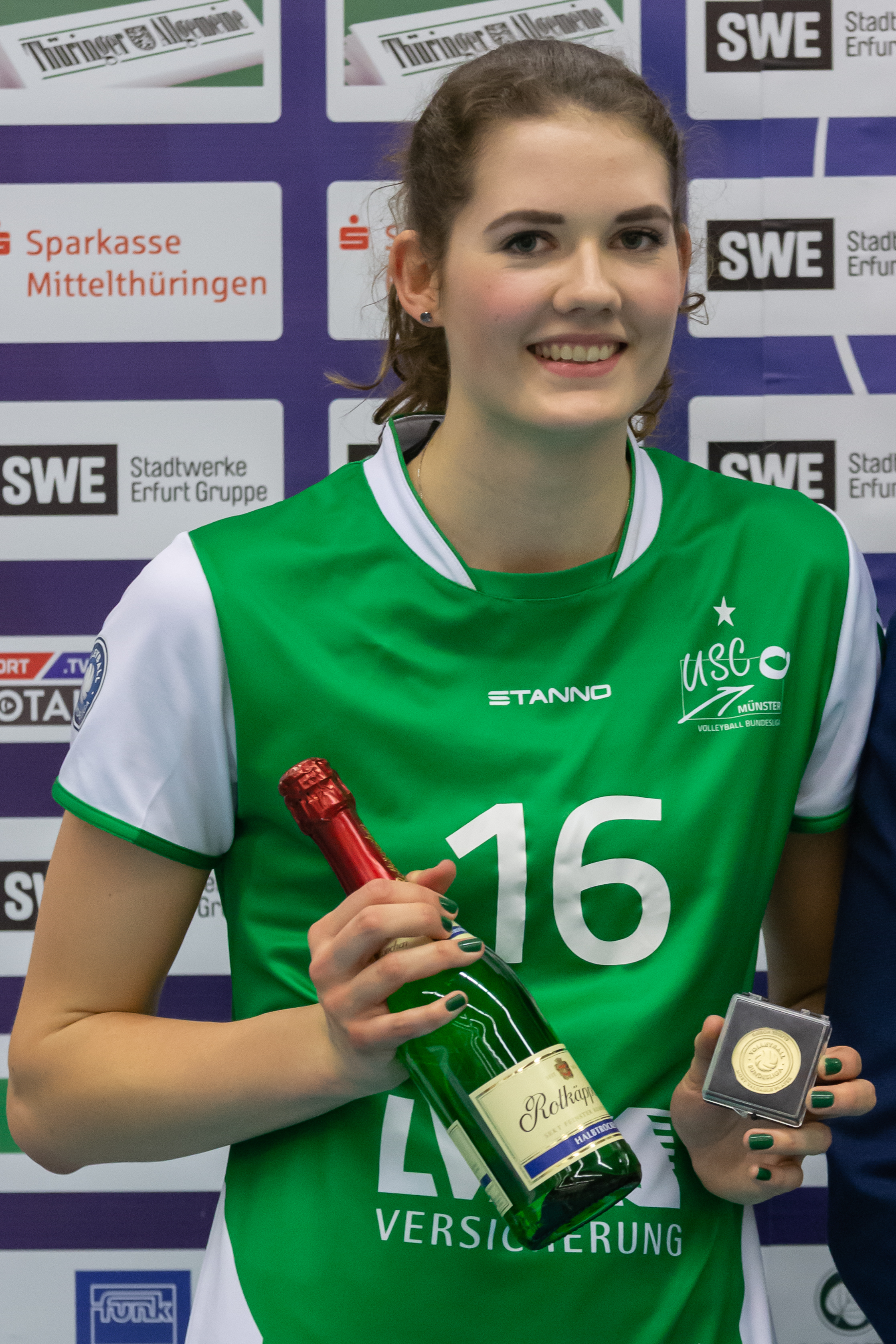
Marie Schölzel zawodniczką USC Münster

Marie Schölzel (ur. 1 sierpnia 1997 w Berlinie) – niemiecka siatkarka, reprezentantka kraju, grająca na pozycji środkowej. W trakcie sezonu 2018/2019 została wypożyczona do klubu USC Münster w związku powrotu po kontuzji. Od sezonu 2019/2020 ponownie występowała w drużynie Schweriner SC i przez następny sezon 2020/2021. W 2021 roku w letnim okresie transferowym postanowiła przenieść się do włoskiej Serie A do drużyny Volley Bergamo 1991.

## Przebieg kariery
| Lata                      | Klub                        |                   |                   |                   |                   |                   |                   |                   |                   |                   |
| Kariera juniorska         | Kariera juniorska           | Kariera juniorska | Kariera juniorska | Kariera juniorska | Kariera juniorska | Kariera juniorska | Kariera juniorska | Kariera juniorska | Kariera juniorska | Kariera juniorska |
| ------------------------- | --------------------------- | ----------------- | ----------------- | ----------------- | ----------------- | ----------------- | ----------------- | ----------------- | ----------------- | ----------------- |
| –2012                     | SG Rotation Prenzlauer Berg |                   |                   |                   |                   |                   |                   |                   |                   |                   |
| 2012–2015                 | VC Olympia Berlin           |                   |                   |                   |                   |                   |                   |                   |                   |                   |
| Kariera seniorska         |                             |                   |                   |                   |                   |                   |                   |                   |                   |                   |
| 2015–2018                 | Schweriner SC               |                   |                   |                   |                   |                   |                   |                   |                   |                   |
| 2019–2019 (od 31.01.2019) | USC Münster                 |                   |                   |                   |                   |                   |                   |                   |                   |                   |
| 2019–2021                 | Schweriner SC               |                   |                   |                   |                   |                   |                   |                   |                   |                   |
| 2021–2022                 | Volley Bergamo 1991         |                   |                   |                   |                   |                   |                   |                   |                   |                   |
| 2022–2023                 | Allianz MTV Stuttgart       |                   |                   |                   |                   |                   |                   |                   |                   |                   |
| 2023–2024                 | MOYA Radomka Radom          |                   |                   |                   |                   |                   |                   |                   |                   |                   |
| 2024–                     | Smi Roma Volley             |                   |                   |                   |                   |                   |                   |                   |                   |                   |

## Sukcesy klubowe
Mistrzostwo Niemiec:
- 2017, 2018, 2023[8]
- 2016

Superpuchar Niemiec:
- 2017, 2019, 2020

Puchar Niemiec:
- 2021

Puchar Challenge:
- 2025[9]

## Sukcesy reprezentacyjne
Volley Masters Montreux:
- 2017

## Nagrody indywidualne
- 2017: Najlepsza środkowa turnieju Volley Masters Montreux